# U 41 (U-Boot, 1915)
U 41 war ein diesel-elektrisches U-Boot der deutschen Kaiserlichen Marine im Ersten Weltkrieg.

## Bau und Indienststellung
Das Boot war ein sogenanntes Zweihüllenboot, als Hochseeboot in einem Amtsentwurf bei der Germaniawerft konzipiert. Maßgeblich verantwortlich für die Entwicklung dieses Typs war der Ingenieur Hans Techel. Aus diesen Entwürfen leiteten sich auch die Zweihüllen-Hochsee-Boote der Typen U 51 bis U 56, U 63 bis U 65 und U 81 bis U 86 ab. U 41 wurde am 12. Juni 1912 in Auftrag gegeben. Der Stapellauf erfolgte am 10. Oktober 1914. Die Indienststellung erfolgte am 1. Februar 1915 unter Kapitänleutnant Klaus Hansen, der vorher U 16 kommandiert hatte.

## Technik
Das Boot war 64,7 m lang und 6,32 m breit und hatte einen Tiefgang von 3,56 m sowie eine Verdrängung von 685 Tonnen über und 878 Tonnen unter Wasser. Die Besatzung bestand aus 35 Mann, darunter vier Offiziere. Die Maschinen für die Überwasserfahrt waren zwei Sechs-Zylinder-Viertakt-Dieselmotoren, die bei der Germaniawerft gebaut wurden und zusammen eine Leistung von 1.361 kW (1.850 PS) hatten. Zur Unterwasserfahrt kamen zwei SSW-Doppel-Modyn-Elektromotoren mit zusammen 880 kW (1.200 PS) zum Einsatz. Damit waren Geschwindigkeiten von 16,4 kn über Wasser bzw. 9,7 kn unter Wasser möglich. Der Aktionsradius betrug bis zu 8790 NM bei Überwasserfahrt. Bei getauchter Fahrt mit 5 kn Marschgeschwindigkeit wurden 80 NM erreicht. Die maximale Tauchtiefe betrug 50 Meter. Die sechs mitgeführten Torpedos konnten über zwei Bug- und zwei Heckrohre verschossen werden. Außerdem war ein 8,8-cm-Schnellfeuergeschütz auf Deck installiert.

## Einsätze und Verbleib
Das U-Boot absolvierte lediglich eine Feindfahrt konnte dabei aber zahlreiche Versenkungen von Handelsschiffen der Entente erzielen. Er ließ auch Schiffe neutraler Staaten versenken. Von Mai bis September 1915 versenkte die Besatzung von U 41 insgesamt 28 Handelsschiffe mit 58.949 BRT.
Am 24. September 1915 hatte U 41 gerade das britische Frachtschiff Urbino gemäß Prisenrecht versenkt, als die britische U-Boot-Falle Baralong in Sicht kam. Hansen ließ zunächst auf Tauchstation gehen. Nach kurzer Zeit tauchte das U-Boot aber wieder auf, als das Schiff die neutrale US-amerikanische Flagge hisste. Als die Besatzung der U 41 sich anschickte, die Schiffspapiere des vermeintlichen „Neutralen“ zu kontrollieren, eröffnete dieser aus nächster Nähe das Feuer. Das Deckgeschütz von U 41 war zwar bemannt, konnte aber nur einen Fehlschuss erzielen. Hansen ließ daher abermals abtauchen und wollte unter Wasser ablaufen. Das U-Boot sank jedoch schnell bis auf 76 Meter, jenseits der maximal vorgesehenen Tauchtiefe von 50 Metern. Hansen befahl daher das Anblasen sämtlicher Tauchzellen, was das Emporschnellen bis zur Wasseroberfläche zur Folge hatte. Da sich herausgestellt hatte, wie schwer das U-Boot beschädigt war, begann die Besatzung von Bord zu gehen. U 41 sank durch Beschuss westlich der Scilly-Inseln auf Position 49° 10′ N, 7° 20′ W. Es wurden nur zwei Offiziere gerettet, auch der Kommandant Klaus Hansen war unter den Toten.

## Sonstiges
Der Baralong war bereits am 19. August 1915 U 27 zum Opfer gefallen.